# Ludovico Beccadelli
Ludovico Beccadelli (Bolonia, 29 de enero de 1501 - Prato, 17 de octubre de 1572) fue un arzobispo católico y escritor humanista italiano.

## Origen y formación
Nacido de una antigua familia de Bolonia, sus padres fueron Pomponio y Prudencia Mammellini. Era el primero de los hijos, por lo que le colocaron a estudiar leyes en la escuela de Carlos Ruini. Abandonó sus estudios de derecho con su amigo Giovanni della Casa para dedicarse a la literatura. Junto con della Casa se trasladó de Bolonia a Padua, donde desarrolló su formación humanística, asistiendo a Pietro Bembo y otros escritores.

## Carrera eclesiástica
Por medio de la ayuda de Juan Mateo Giberti, desde 1535 se convirtió en el secretario de Gasparo Contarini, al tiempo que preparaban el Consilium de emendanda Ecclesia, mostrando claramente que compartía las ideas de los que estaban a favor de la reforma de la Iglesia. Por aquellos años, en la Curia romana no estaban de acuerdo con la celebración de un concilio ecuménico, mientras se pensaba que la reforma la podía hacer el papa por mandato. Acompañó en varias ocasiones el cardenal Reginald Pole en sus misiones, en una de ellas estuvo en España; a Contarini le acompañó en una misión diplomática a Ratisbona. 
En 1540 se encuentra en la diócesis de Reggio Emilia como vicario general de Marcello Cervini, que no residía en ella. Fue secretario del Concilio de Trento en 1545 y nombrado obispo de Ravello en 1548 por el papa Paulo III. Fue nuncio apostólico del papa Julio III en Venecia de 1550 a 1554 . Entre 1555 y 1564 fue nombrado arzobispo de Ragusa de Dalmacia. En 1565 es a instancias del gran duque Cosme I de Médici que le encargaron la diócesis de Prato, y la educación del hijo de este, Fernando I de Médici, por lo cual se tuvo que ausentar de su cátedra en Ragusa. Esta acción le llevó un llamado de atención de parte del papa Pio IV.

## Escritor
Beccadelli fue también autor de numerosos escritos, entre las que destacan una colección de poemas en lengua vernácula, algunos archivos del Concilio de Trento, las biografías de sus amigos y protectores, Gasparo Contarini, Cosimo Gheri, Pietro Bembo y Reginald Pole. Ha escrito también una biografía de Petrarca y otra de Dante. Escribió además una amplia colección de cartas.

## En el arte
Tiziano realizó un retrato de Ludovico Beccadelli en julio de 1552, mientras este estuvo en Venecia. Pietro Aretino también meterá mano a la pintura. En el retrato, el obispo, se encuentra sentado, ataviado con los ornamentos episcopales.